# Ruth Seelmann
Ruth Seelmann (* 11. Oktober 1914 in Hamburg; † 26. Oktober 2010) war eine deutsche Schriftstellerin.

## Leben
Ruth Seelmann wurde 1914 in Hamburg geboren. Nach ihrer Ausbildung zur fremdsprachlichen Korrespondentin arbeitete sie in den 1980er Jahren auch als freie Schriftstellerin.
1986 erschien ihr erstes Kinderbuch mit dem Titel Albert und Egon: Zwei Heimkinder finden ein neues Zuhause. 1989 wurde der Erzählband Das verlassene Haus St. Fernand veröffentlicht. 1999 nahm sie auch mit einer Erzählung in der Anthologie: 21 Erzählungen für Erwachsene teil.
Ruth Seelmann starb am 26. Oktober 2010 im Alter von 96 Jahren.

## Werke
- Albert und Egon: Zwei Heimkinder finden ein neues Zuhause, Roman, Baden-Baden: Verlag Schwarz GmbH, 1986, ISBN 3-921531-42-X
- Das verlassene Haus St. Fernand, Erzählband, 1989, ISBN 978-3-921531-73-0